# Otrogi Remezova
Die Otrogi Remezova (englische Transkription von russisch Отроги Ремезова Otrogi Remesowa, deutsch ‚Remesowsporne‘) sind eine Reihe von Felsspornen an der Shackleton-Küste in der antarktischen Ross Dependency. Sie ragen nordöstlich des Babis Spur in der Nash Range auf.
Russische Wissenschaftler benannten sie. Der Namensgeber ist nicht überliefert.